# Caccobius denticollis
Caccobius denticollis là một loài bọ cánh cứng trong họ Bọ hung (Scarabaeidae).